# Pravobranitelj za djecu u Hrvatskoj
Pravobranitelj za djecu štiti, prati i promiče prava i interese djece na temelju Ustava Republike Hrvatske, međunarodnih ugovora i zakona.
Pravobranitelja za djecu i njegove zamjenike imenuje i razrješava Hrvatski sabor na prijedlog Vlade Republike Hrvatske. Imenuju na vrijeme od osam godina i mogu biti ponovno imenovani. Sadašnja pravobranteljica za djecu je Ivana Milas Klarić.
Pravobranitelj za djecu:
- prati usklađenost zakona i drugih propisa u Republici Hrvatskoj koji se odnose na zaštitu prava i interesa djece s odredbama Ustava Republike Hrvatske, Konvencije o pravima djeteta i drugih međunarodnih dokumenata koji se odnose na zaštitu prava i interesa djece,
- prati izvršavanje obveza Republike Hrvatske koje proizlaze iz Konvencije o pravima djeteta i drugih međunarodnih dokumenata koji se odnose na zaštitu prava i interesa djece,
- prati primjenu svih propisa koji se odnose na zaštitu prava i interesa djece,
- prati povrede pojedinačnih prava djece i proučava opće pojave i načine povreda prava i interesa djece,
- zalaže se za zaštitu i promicanje prava i interesa djece s posebnim potrebama,
- predlaže poduzimanje mjera za izgradnju cjelovitog sustava zaštite i promicanja prava i interesa djece te za sprječavanje štetnih djelovanja koja ugrožavaju prava i interese djece,
- obavještava javnost o stanju prava djece.

Pravobranitelj za djecu upoznaje i savjetuje djecu o načinu ostvarivanja i zaštite njihovih prava i interesa, surađuje s djecom, potiče djecu na izjašnjavanje i uvažava njihovo mišljenje, inicira i sudjeluje u javnim aktivnostima usmjerenim na poboljšanje položaja djece te predlaže mjere za povećanje utjecaja djece u društvu.
Kad u praćenju stanja u okviru svog djelokruga rada ocijeni potrebnim, pravobranitelj za djecu može potaknuti donošenje i izmjene zakona i drugih propisa koji se odnose na prava i zaštitu djece. U obavljanju poslova iz svog djelokruga ovlašten je upozoravati, predlagati i davati preporuke. Ovlašten je nadležnim tijelima državne uprave, tijelima lokalne i područne (regionalne) samouprave, pravnim i fizičkim osobama predlagati poduzimanje mjera za sprječavanje štetnih djelovanja koja ugrožavaju prava i interese djece i zahtijevati izvješća o poduzetim mjerama.

## Poveznice
- Pravobranitelj za djecu
- Pučki pravobranitelj u Hrvatskoj
- Pravobranitelj za ravnopravnost spolova
- Pravobranitelj za osobe s invaliditetom

## Vanjske poveznice
- Ured pravobranitelja za djecu
- Zakon o pravobranitelju za djecu (Narodne novine 96/2003.)